# Нарбута-бій
Нарбута-бій (1749–1798) — 8-й правитель Кокандського ханства у 1764—1798 роках. Відбувається політична й економічна стабілізація, розширення держави.

## Життєпис
Походив з династії мінгів. Онук Абдукарим-бія, син Абдурахман-бія і Айкані-ханум (доньки Абдурахим-бія). Народився 1749 року. Після поразки батька у 1750 році у війні зі стриєчним братом Ірдана-бієм врятувався від загибелі разом зі своєю родиною, оскільки в цей час перебував у бабусі. Його переправили за межі держави.
1764 року скористався новим розгардіяшем в ханстві, в результаті чого повалив Шахрух-бія III, захопивши владу. На початку правління фактичним правителем став його родич Абдулла, що отримав посаду кушбегі (на кшталт першого міністра). З його допомогою Нарбута-бію вдалося придушити сепаратизм намісників у Чусті та Намангані. За цим виник конфлікт між Нарбута-бієм і Абдуллою, що закінчився загибеллю останнього.
Зумів завоювати практично всю Ферганську долину, підкоривши бекства Андижан, Маргілан, Уш, а Ходженд визнав його зверхність. Активно сприяв поліпшенню господарської діяльності та торгівлі. Став карбувати мідні монети — пули.
1774 року відновив дипломатичні відносини з імперією Цін. Кожного року-два він посилав до Пекіну посольство з подарунками, кіньми чи шкурами, отримуючи натомість золото та коштовності набагато більшої цінності. Вважався васалом імперії. 1779 року спробував захопити Ташкент, але зазнав невдачі. З 1785 року сприяв посиленню союзу з бухарським еміром Шахмурадом. При цьому визнав політичний авторитет останнього.
1794 року прийняв посла дурранійського володаря Земан-шаха, з яким домовився про відновлення союзного договору 1762 року. Помер Нарбута-бій 1798 року. Йому спадкував старший син Алім-хан.

## Меценат
Сприяв розбудові міст, розвитку науки та мистецтв. За його панування у Коканді велося активне будівництво, зокрема 1762 року зведено медресе Сулайманія, 1789 року медресе Ешан Ханхужа, 1794 року медресе Імам Бакір, 1795 року медресе Тура Хакіма, 1798 року — медресе Нарбута-бія.
При його дворі діяли поети та науковці Мухаммад Газі, Надир, Хужамназар Хувайда, Хожа Маслахатуддін Умматвалі.